# 비올라 (가수)
비올라(본명:김진희, 1987년 9월 23일 ~ )는 대한민국의 가수이다.

## 학력
- 순천매산여자고등학교

## 앨범
- 2008년 LOVEIS
- 2012년 이제 그만
- 2012년 Remember U